# Yoo Byung-soo
Yoo Byung-soo (ur. 26 marca 1988) – południowokoreański piłkarz występujący na pozycji napastnika.

## Kariera klubowa
Yoo karierę rozpoczynał w 2008 roku w drużynie piłkarskiej z uczelni Hongik University. W 2009 roku trafił do zespołu Incheon United z K-League. W tych rozgrywkach zadebiutował w sezonie 2009. Rozegrał wówczas 26 spotkań i zdobył 12 bramek, a w lidze zajął z klubem 5. miejsce. W sezonie 2010 zagrał w 28 meczach i strzelił 22 gole, przez co został królem strzelców. Natomiast w K-League uplasował się z zespołem na 11. pozycji. W latach 2011–2013 grał w Al-Hilal, a w 2013 roku został zawodnikiem FK Rostów.

## Kariera reprezentacyjna
W reprezentacji Korei Południowej Yoo zadebiutował w 2010 roku. W 2011 roku został powołany do kadry na Puchar Azji.